# تقييم أداء

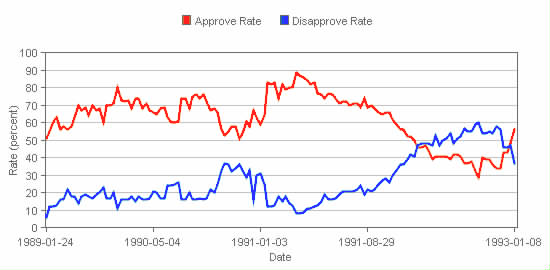
تأييدإدارتي بوش الأب

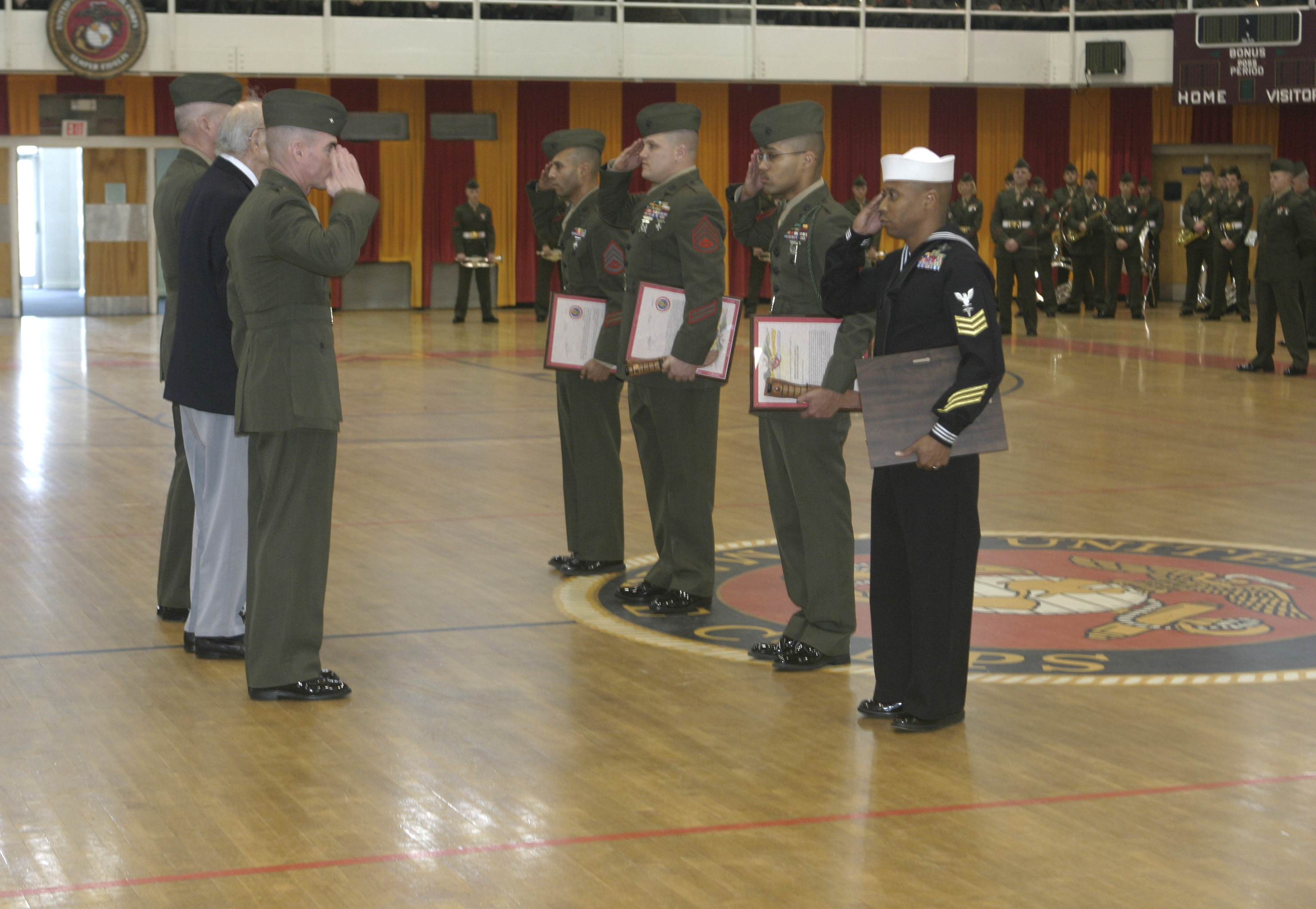
مشاة البحرية الأمريكية-060203-M-0502E-014

إن تقييم الأداء، مراجعة الأداء أو تقييم الموظف، هي الطريقة التي يتم من خلالها تقييم آداء الموظف. ويُعد تقييم الأداء جزءاً من التطوير الوظيفي.
كما تُعد تقييمات الآداء تقارير نقدية منتظمة لأداء الموظفين داخل المنظمات.
تقييم الأداء هو عملية منهجية دورية لتقييم لتقييم الأداء الوظيفي والإنتاجية لموظف ما بالرجوع لمعايير موضوعة سلفاً وأهداف المنظمة.

## السمات الرئيسية
تقييم الأداء هو عملية منهجية ودورية لتقدير الأداء الوظيفي للموظف الفردي والإنتاجية فيما يتعلق ببعض المعايير الموضوعة مسبقا والأهداف التنظيمية. يجب أن تكون الجوانب الأخرى عن الافراد العاملين في الحسبان أيضا، مثل سلوك المواطنة التنظيمية، والإنجازات والقدرة على تحسين مناطق القوة ووتقوية مناطق الضعف في المستقبل، الخ
لجمع بيانات تحليل الأداء، هناك ثلاث طرق رئيسية: الإنتاجية الموضوعية، الأفراد، والتقييم الحكمي. كما تستخدم عمليات التقييم بإصدار الأحكام الأكثر شيوعا مع مجموعة كبيرة ومتنوعة من أساليب التقييم. تاريخيا، يُجرى تحليل الأداء سنويا (تقييم دورة طويلة)؛ ومع ذلك، فإن العديد من الشركات تتجه نحو دورات أقصر (كل ستة أشهر، كل ثلاثة أشهر)، وبعضها انتقل إلى دورة قصيرة (أسبوعيا، كل أسبوعين) لتحليل الأداء. المقابلة يمكن أن تكون بمثابة "توفير التغذية الراجعة للموظفين، وتقديم المشورة وتطوير الموظفين، وايصال ومناقشة تعويض الحالة المهمة، أو القرارات التأديبية

## تطبيق النتائج
والسبب الرئيسي لاستخدام تقييم الأداء (PAS) هو تحسين الأداء («في البداية على مستوى الموظف الفرد، وفي نهاية المطاف على مستوى المنظمة»). أسباب أخرى جوهرية تشمل «كأساس لقرارات التوظيف (مثل الترقيات، إنهاء الخدمة والتنقلات)، كمعايير في البحث (مثل التحقق من صحة الاختبار)، للمساعدة في الاتصالات (على سبيل المثال السماح للموظفين بمعرفة ما يفعلون والتوقعات التنظيمية)، ل وضع أهداف شخصية للتدريب» ببرامج، لإرسال التغذية الراجعة موضوعيا للتنمية الشخصية«، كوسيلة من وسائل التوثيق للمساعدة في تتبع القرارات والمتطلبات القانونية»

## المؤثرات
التحليل التجميعي من أساليب الاختيار في علم نفس الأفراد أن القدرة العقلية العامة هو أفضل مؤشر عام للأداء الوظيفي وأداء التدريب.
كامبل (1990) اقترح أيضا محددات مكونات الأداء. الفروق الفردية في الأداء هي وظيفة من أربعة محددات رئيسية هي: المعرفة التصريحية، المعرفة الإجرائية والمهارة، والتحفيز.
تشير المعرفة التقريرية للمعرفة عن الحقائق والمبادئ، والأشياء، وما إلى ذلك التي تمثل معرفة متطلبات مهمة معينة ما. على سبيل المثال، تتضمن المعرفة التقريرية المعرفة وإلمام بالمبادئ والحقائق والأفكار، الخ
إذا كانت المعرفة التقريرية هو ان تعرف ما يجب القيام به، والمعرفة الإجرائية والمهارات هي معرفة كيفية القيام بذلك. على سبيل المثال، المعرفة الإجرائية والمهارات تتضمن المهارات المعرفية، والمهارات الإدراكية، ومهارة التعامل مع الآخرين، الخ
المؤشر الثالث في الأداء هو الدافع، والذي يشير إلى «التأثير المشترك من ثلاثة اختيار السلوكيات خيار لبذل جهد، واختيار مستوى من الجهد لللبذل، والاختيار لتستمر في بذل هذا المستوى من الجهد» (كامبل، 1990). وهو يعكس الاتجاهوالكثافة، واستمرار السلوكيات الإرادية. وأكد كامبل (1990) أن الطريقة الوحيدة لمناقشة الدافع كعامل محدد مباشرة من السلوك هو واحد أو أكثر من هذه الخيارات. (انظر أيضا  دافع العمل .)
كما ذكر كامبل (1990) عدة معايير للأداء والتي قد يكون لها آثار هامة لتهيئة الأداء الوظيفي وينبغي إجراء تحقيق من قبل علماء النفس الصناعي والتنظيمي.
الأول هو الفرق بين السرعة والدقة. هذا التمييز هو مماثل لذلك الذي بين الكمية والنوعية. الأسئلة الهامة التي ينبغي النظر فيها ما يلي: وهي الأكثر قيمة للمنظمة، السرعة القصوى، والدقة القصوى، أو نوعا من التوازن بين الاثنين؟ أي نوع من التحسين ينبغي أن يحدثه الموظف؟ والسؤال الأخير مهم لالسرعه والدقة لنفس المهمة قد تكون مستقلة عن بعضها البعض.الفرق الثاني هو بين الأداء النموذجي والحد الأقصى. (ساكت، زيديك، وفوجلي Sackett, Zedeck, and Fogli) قاموا بدراسة عن صرافين السوبر ماركت وجدوا أن هناك فارق كبير بين الدرجات التي تعكس الأداء النموذجي وما أحرزوه الذي يعكس أقصى قدر من الأداء الخاص بهم. وتشير هذه الدراسة إلى التمييز بين الأداء النموذجي والحد الأقصى. ظروف العمل العادية تعكس التفاوت في مستويات الدافعية التي تؤدي إلى الأداء النموذجي. الظروف الخاصة بتوليد أقصى تحفيز للموظفين مما يؤدي إلى أقصى قدر من الأداء. بالإضافة إلى ذلك، يعتقد أن آثار العدالة التنظيمية والمفاهيم عن الأداء تنبع من نظرية العدالة. فإن ذلك يشير أنه عندما يدرك الناس الظلم النازل بهم يلتمسون إعادة العدالة. أحد الطرق لاستعادة العدالة من خلال تغيير مستوى أداء العاملين. تؤثر العدالة الإجرائية على الأداء نتيجة لتأثيرها على اتجاهات العامل. تؤثر عدالة التوزيع في الأداء عندما يتعلق الأمر بالكفاءة والإنتاجية. تحسين مفاهيم العدالة يحسن الإنتاجية والأداء.

## أهداف تقييم الأداء
أهداف تقييم الآداء، بصفة عامة، هي:
- توفير ملاحظات عن أداء الموظفين.
- التعرف على احتياجات الموظف للتدريب.
- توثيق المعايير المستخدمة في تحديد المكافآت التنظيمية.
- تشكيل أساساً للقرارات الشخصية: زيادة الرواتب، والترقيات، والإجراءات التأديبية، الخ.
- إتاحة الفرصة للتشخيص والتطوير التنظيمي.
- تسهيل الاتصال بين الموظفين والإدارة.
- التحقق من صحة تقنيات الاختيار وسياسات الوارد البشرية لتلبية متطلبات تكافؤ فرص العمل الفيدرالية.
- تجنب تاثير الاراء الشخصية في تقييم الموظفين.
- اعتماد الحياد المهني البحت في التقييم من اجل تحقيق الانصاف والعدل للموظفيين.
- التعرف علي اسباب تاخر العمل عن المقياس المحدد له واي مشاكل تواجه العاملين ومناقشة الحلول المقترحة لهذه المشاكل.
- هو وسيلة تهدف إلى تحفيز العاملين ومساعدتهم على تعديل سلوكهم بصورة إيجابية؛ ودفعهم إلى تطوير أدائهم، وبالتالي رفع الكفاءة الإنتاجية في منظمتهم.

## طرق تقييم الأداء
إنه من الطرق الشهيرة لتقييم الأداء استخدام نظام التصنيف العددي، والذي بقوم المديرين، من خلاله، بتسجيل هدف ضد عدد من الأهداف أو الرموز. وفي بعض الشركات، يتلقى الموظفين تقييمات من مديريهم، ونظائرهم، ومرؤوسيهم، وعملائهم، هذا بالإضافة إلى إجراء تقييم ذاتي مما يُعرف بتقسيم ال360°، وهو يشكل أنماط تواصل جيدة.
أكثر الأساليب شيوعاً في الاستخدام كعملية تقييم الأداء هي:
- طريقة الإدارة بالأهداف:
- تقسيم ال360°
- مقياس المراقية السلوكية
- مقياس التصنيف المضبوط وفقا لمعايير السلوك

كما أن نُظم السمة القائمة، التي تعتمد على عوامل مثل النزاهة والإخلاص، يشيع استخدامها من قبل الشركات. وتوفر المؤلفات العلمية حول هذا الموضوع دليلا على أنه يجب تجنب تقييم الموظفين حول عوامل كتلك. وتاأى الأسباب في شكل شقين:
1)لأن نُظم السمة القائمة، بحكم التعريف، تعتمد على سمات الشخصية، فتجعل من الصعب على المدير توفير ملاحظت يمكن أن تُحدث تغيير إيجابي في أداء الموظف. إن السبب في هذا هو أن معظم أبعاد الشخصية ثابتة، فحتى إذا تمكن الموظف من تغيير سلوك معين، لن يتمكنوا هم من تغيير شخصيته بأجملها. على سبيل المثال، قد يتوقف الشخص الذي يفتقر إلى النزاهة عن الكذب على المدير لأن نواياه قد كُشفت، ولكن سيظل معدل النزاهة لديه منخفض، ومن المرجح أن يعود للكذب مرة أخرى عندما يزول خطر الكشف عنه.
2)لأن نُظم السمة القائمة غير محددة، يكون تأثرها بسياسات الإدارة أكثر سهولة، مما يتسبب في جعلها أقل موثوقية كمصدر للمعلومات عن الآداء الفعلى للموظف. ويتيح عدم وضوح هذه الآليات للمديرين ملئها طبقاُ لمن يريدون منحه علاوة أو من يشعرون أنه يستحقها، بدلاً من مكافأة الموظفين على سلوكيات معينة ينبغى أو لا ينبغى أن يقوموا بها. قد تتسبب هذه النُظم أيضاً في جعل الشركة أكثر عرضة لمطالبات التمييز حيث من الممكن أن يتخذ المدير قرارات متحيزة دون الحاجة لدعمها بمعلومات سلوكية محددة.
زُعم في تقرير بى تى إف أنه "على الرغم من أن التقارير السنوية المقدمة من قِبل الوزارات والإدارات إجبارية، إلا أنها نادراً ما تُحَضَّر وتُقَدَّم إلى الحكومة، كما أنها غير واضحة وبالكاد تتماشى مع المعايير، سواء من حيث المضمون أو الشكل. واشتملت التوصية على أنه ينبغى تحديد الأهداف من قِبل الوزارات التي كان ينبغي أن يكون هناك تحديد الأهداف من قبل وزارات حيث يمكن استنتاج إنجازات ملموية وقابلة للقياس. (قسم تقرير بى تى إف 10 تحت10,1).

## المضاعفات المحتملة
على الرغم أن تقييم الأداء له الكثير من الفوائد لكن لوحظ أن إيجاد علاقة بين أداء الموظف وأداء المنظمة مهمة صعبة. بالعموم هناك نوعان من مشاكل تقييم الأداء، المشاكل التي تؤثر على المنظمة ومنها تقييم الأداء، والأخرى التي تؤثر على ثقافة المنظمة.

## وصلات خارجية
- النهج التفاوضي لتقييم الأداء، جامعة كاليفورنيا
- مناقشة وتصميمات حول تقييم الأداء. نسخة محفوظة 3 ديسمبر 2009 على موقع واي باك مشين.